# Sara Däbritz
Sara Ilonka Däbritz (* 15. Februar 1995 in Amberg) ist eine deutsche Fußballspielerin. Sie stand von Juli 2022 bis Mai 2025 beim französischen Klub Olympique Lyon der Division 1 Féminine unter Vertrag.

## Karriere

### Vereine
Sara Däbritz begann ihre Karriere bei der SpVgg Ebermannsdorf. Im Alter von 13 Jahren wechselte sie zur JFG Vilstal, bei der sie drei Jahre blieb und anschließend zur SpVgg Weiden 2010 ging. Nach einem Jahr wechselte sie zur Winterpause 2011/2012 zum SC Freiburg, für den sie, noch für die B-Juniorinnen spielberechtigt, am 26. Februar 2012 (13. Spieltag) bei der 0:3-Niederlage im Auswärtsspiel gegen den FC Bayern München ihr Bundesligadebüt gab und am 25. März (16. Spieltag) beim 3:0-Sieg im Heimspiel gegen 1. FC Lokomotive Leipzig mit dem Treffer zum 1:0 in der 23. Minute ihr erstes Tor erzielte.

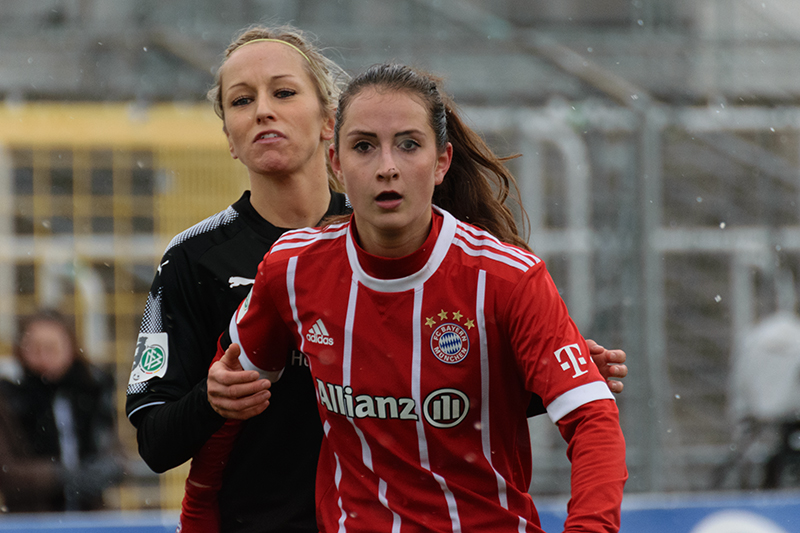
Däbritz
im Trikot des FC Bayern München (2017)

Zur Saison 2015/16 verpflichtete sie der FC Bayern München, für den sie am 28. August 2015 (1. Spieltag) beim 3:1-Sieg im Heimspiel gegen den 1. FFC Turbine Potsdam debütierte und zwei Tore erzielte. 2016 gewann sie mit dem FC Bayern München ihre erste Deutsche Meisterschaft. Am 22. Februar 2017 verlängerte sie ihre Vertragslaufzeit beim FC Bayern München bis 30. Juni 2019.
Seit dem 1. Juli 2019 stand sie bei Paris Saint-Germain unter Vertrag, der eine Gültigkeit bis zum 30. Juni 2022 aufweist. Ihr Debüt am 25. August 2019 (1. Spieltag) im Heimspiel gegen die ASJ Soyaux krönte sie beim 7:0-Sieg sogleich mit ihrem ersten Tor, dem Treffer zum Endstand in der 72. Minute. Anfang Dezember 2019 riss sie sich das Kreuzband im rechten Knie. Am 17. Juli 2020 konnte Däbritz beim 4:2-Sieg in einem Testspiel gegen den FC Twente nach 7 Monaten ihr Comeback feiern.
Im Juni 2022 unterschrieb Däbritz einen Dreijahresvertrag beim französischen Ligakonkurrenten und Champions-League-Sieger Olympique Lyon. Im Mai 2025 wurde bekannt, dass sie Lyon verlässt und nach Spanien zu Real Madrid wechselt.

### Nationalmannschaft
Sara Däbritz war am 7. April 2010 erstmals für eine Nachwuchsauswahl des DFB aktiv, als sie im Test-Länderspiel der U15-Nationalmannschaft in Kerkrade gegen die Auswahl der Niederlande zum Einsatz kam. Ihr einziges Länderspieltor für diese Auswahlmannschaft erzielte sie in ihrem zweiten und letzten Länderspiel, am 24. Juni 2010 in Porsgrunn/Skien, beim 2:0-Sieg gegen die Auswahl Norwegens mit dem Treffer zum zwischenzeitlichen 1:0 in der 16. Minute.
Am 14. Dezember 2010 gab sie in Rishon le Zion ihr Debüt für die U17-Nationalmannschaft beim 4:1-Sieg gegen die U19-Auswahlmannschaft Israels, gegen die sie auch ihr erstes Tor zwei Tage später in Kfar Saba mit dem Treffer zum 5:0-Endstand in der 67. Minute erzielte. 2011 erreichte sie mit der Mannschaft bei der Europameisterschaft den dritten Platz. 2012 gelang ihr, nun als Spielführerin, abermals die Qualifikation für die Europameisterschaft. Dabei konnte sie mit ihrer Mannschaft den Titel durch einen Sieg im Finale gegen Frankreich durch Elfmeterschießen gewinnen. Däbritz verschoss dabei zwar den ersten Elfmeter, Torhüterin Merle Frohms konnte aber zwei Elfmeter der Französinnen abwehren. Im September 2012 wurde sie von Trainerin Anouschka Bernhard ins deutsche Aufgebot für die U17-Weltmeisterschaft in Aserbaidschan berufen. Sie bestritt alle sechs Turnierspiele einschließlich des mit 0:1 gegen die Auswahl Ghanas im Spiel um Platz 3 verlorenen und erzielte drei Tore.
Für die U19-Nationalmannschaft bestritt sie sieben Länderspiele und erzielte ihr erstes Tor bei ihrem Debüt für diese Auswahlmannschaft am 21. November 2012 in Växjö beim 4:0-Sieg gegen die gastgebenden Schwedinnen mit dem Treffer zum zwischenzeitlichen 1:0 in der 13. Minute.
Ihr A-Länderspieldebüt gab sie am 29. Juni 2013 in der Münchener Allianz Arena beim 4:2-Sieg im Testspiel gegen die Nationalmannschaft Japans mit Einwechslung für Nadine Keßler in der 78. Minute. Für die vom 10. bis 28. Juli 2013 in Schweden ausgetragene Europameisterschaft wurde sie von Bundestrainerin Silvia Neid in den Kader nachberufen und kam im 3. Gruppenspiel, bei der 0:1-Niederlage gegen die Nationalmannschaft Norwegens, mit Einwechslung für Lena Lotzen in der 80. Minute zu ihrem ersten Turnierspiel.

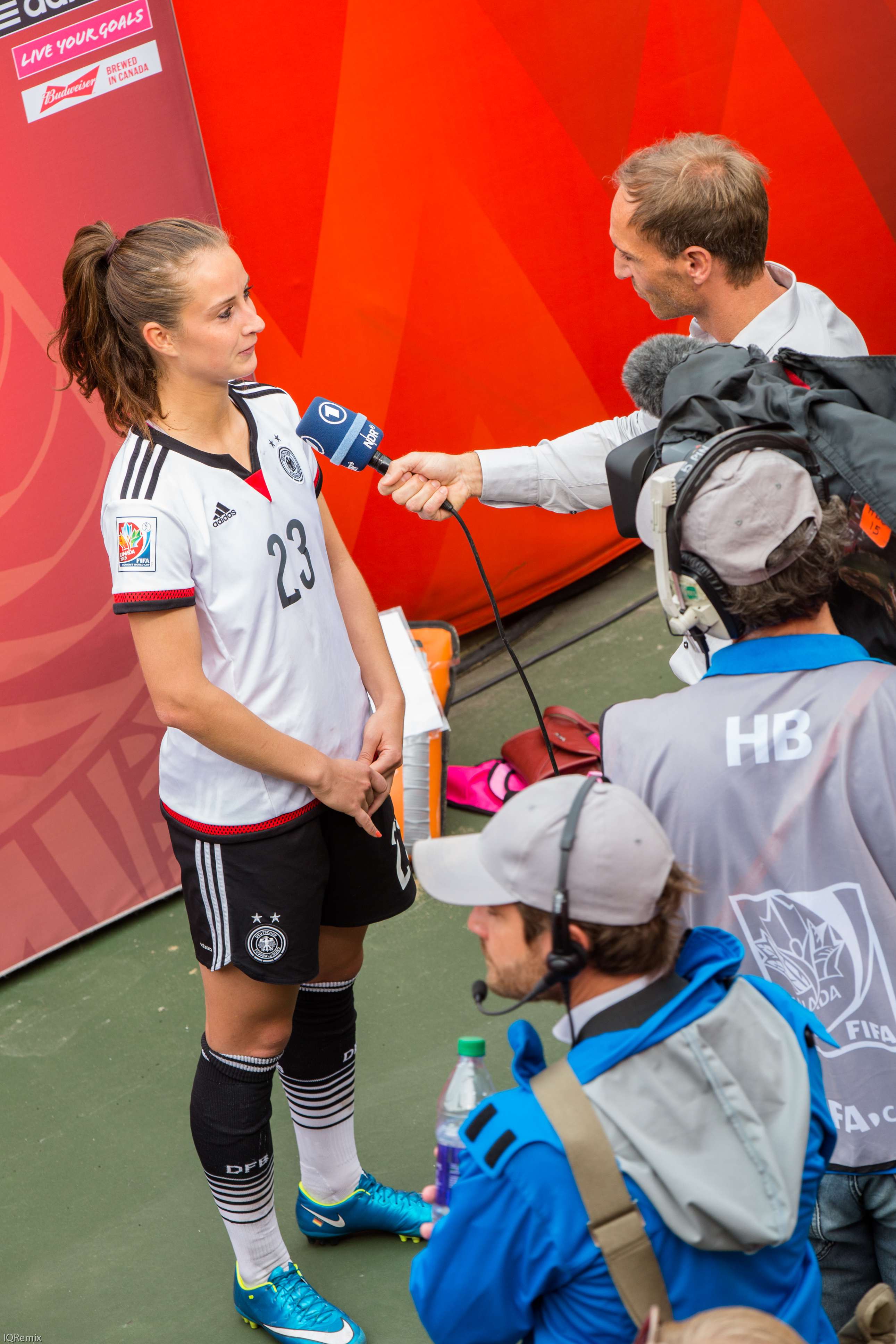
Däbritz
im Interview während der WM 2015

Mit der U-20-Nationalmannschaft nahm Däbritz auch an der vom 5. bis 24. August 2014 in Kanada ausgetragenen U-20-Weltmeisterschaft teil, bestritt alle sechs Turnierspiele, in der ihr fünf Tore – davon drei im dritten Gruppenspiel gegen die Auswahl Brasiliens – gelangen, und wurde mit dem 1:0-Sieg n. V. im Finale gegen die Auswahl Nigerias Weltmeisterin.
Am 24. Mai 2015 wurde sie von Bundestrainerin Silvia Neid in den endgültigen Kader für die Weltmeisterschaft 2015 in Kanada berufen. Ihr erstes A-Länderspieltor erzielte sie am 7. Juni 2015 beim 10:0-Sieg gegen die Auswahl der Elfenbeinküste mit dem Treffer zum 8:0 in der 75. Minute.
2016 wurde Däbritz für das olympische Fußballturnier der Frauen in Brasilien in den Kader der Nationalmannschaft aufgenommen. Im ersten Spiel gegen Simbabwe erzielte sie das 1:0 per Kopf. Im zweiten Gruppenspiel gegen Australien traf sie zum Zwischenstand von 1:2. Im Halbfinale gegen Kanada schoss sie das Tor zum 2:0-Endstand. Mit dem 2:1-Sieg im Finale gegen Schweden gewann sie die Goldmedaille.
Bei der Europameisterschaft 2017 in den Niederlanden schied Deutschland im Viertelfinale gegen Dänemark aus.
Für die WM 2019 wurde sie von der Bundestrainerin Martina Voss-Tecklenburg ins deutsche Team berufen. Sie erreichte mit der Nationalmannschaft das Viertelfinale.
Bei der EM 2022 in England stand sie erneut im Kader. Das deutsche Team erreichte das Finale, scheiterte aber an England und wurde Vize-Europameister. Däbritz kam in allen sechs Spielen zum Einsatz.
Bei der WM 2023 bestritt Däbritz alle Vorrundenspiele der Gruppe H, wonach die Mannschaft aus dem Turnier ausschied. Beim 1:1 gegen Südkorea im letzten Gruppenspiel bestritt sie ihr 100. Länderspiel.
Bundestrainer Christian Wück berief sie im Juni in den Kader der Nationalmannschaft für die Fußball-Europameisterschaft der Frauen 2025. Sie wurde in zwei Spielen eingewechselt und stand im verlorenen Halbfinale gegen Spanien für die gesperrte Sjoeke Nüsken in der Startelf.

## Erfolge
Nationalmannschaft
- Finalist Europameisterschaft 2022
- Olympiasieger 2016
- Europameister 2013
- WM-Vierter 2015
- Algarve-Cup-Sieger 2014
- U20-Weltmeister 2014
- U17-Europameister 2012
- Dritter U17-Europameisterschaft 2011

Vereine
- Deutscher Meister 2016
- DFB-Pokal-Finalist 2018
- Französischer Meister 2021, 2023, 2024, 2025
- Französischer Pokalsieger 2022

## Auszeichnungen
- Bronzener Schuh (U-20-Weltmeisterschaft 2014)
- Preisträgerin der Fritz-Walter-Medaille 2012 in Bronze, 2013 in Silber und 2014 in Gold
- Silbernes Lorbeerblatt am 1. November 2016[19]

## Sonstiges
Sara Däbritz studierte seit 2016 Wirtschaftspsychologie an der Hochschule für angewandtes Management (HAM) am Standort Ismaning und hat 2025 ein Studium an der IU Internationale Hochschule abgeschlossen.
Sie ist seit Mai 2025 mit dem Fußballspieler Lukas Däbritz (geb. Dotzler, * 1995) verheiratet, der im höherklassigen bayrischen Amateurfußball aktiv ist.